# Jacek Kurek
Jacek Kurek (ur. 28 lipca 1966 w Chorzowie) – polski historyk, eseista, poeta, animator kultury, pedagog, wykładowca uniwersytecki. Od 2016 roku związany z Muzeum w Chorzowie, które od stycznia 2022 r. połączone zostało z Muzeum Hutnictwa w Chorzowie.
Absolwent III Liceum Ogólnokształcącego im. Stefana Batorego w Chorzowie Batorym, w którym po ukończeniu studiów w 1990 r. na kierunku historia Uniwersytetu Śląskiego w Katowicach rozpoczął pracę jako nauczyciel historii, prowadząc jednocześnie jako wychowawca wraz z żoną Aleksandrą eksperymentalną klasę autorską o profilu dziennikarskim. W tym samym czasie jako pracownik Instytutu Historii Uniwersytetu Śląskiego i nauczyciel akademicki prowadził zajęcia na macierzystej uczelni.
W 1999 roku otrzymał stopień doktora nauk humanistycznych, broniąc pracę opublikowaną później pt. U schyłku panowania Augusta II Sasa. Z dziejów wewnętrznych Rzeczypospolitej (1729−1733) (Katowice 2003). W latach 2014–2015 związany z Instytutem Nauk o Kulturze i Studiów Interdyscyplinarnych na Wydziale Filologicznym Uniwersytetu Śląskiego w Katowicach.
Od 1995 r. współorganizator chorzowskich sesji naukowych „Medium Mundi”. Tutor studentów Międzywydziałowych Indywidualnych Studiów Humanistycznych oraz opiekun Koła Naukowego Studentów MISH w latach 1999–2003, a od 2005 r. opiekun Koła Naukowego Studentów Historii, sekcji rybnickiej. Do 2014 roku honorowy prezes Stowarzyszenia Europa, Śląsk, Świat Najmniejszy. W latach 2008–2012 pełnił funkcję zastępcy prezesa, a od początku roku 2013 jest prezesem Stowarzyszenia Przyjaciół Uniwersytetu Śląskiego.
Od 1995 roku współpracownik „Śpiewaka Śląskiego”. Założyciel (1996 r.) i redaktor naczelny miesięcznika społeczno-kulturalnego „Hajduczanin”. W latach 1997–2001 autor cyklicznych audycji muzycznych Radia Plus „Noc nie bez końca” wznowionych w roku 2005 (Radio eM). W latach 2001–2003 współpracował z miesięcznikiem „Sound & Vision”, redagując stałą rubrykę „Strony dla wirtuozów”. Od roku 2003 związany był także z „Życiem Muzycznym. Miesięcznikiem Literacko-Muzycznym Polskiego Związku Chórów i Orkiestr”. W latach 2010–2012 współpracownik kwartalnika muzycznego „Lizard”. Członek Rady Programowej „Chorzowskiego Centrum Kultury” i „Zeszytów Chorzowskich” (od 2013 r. pełni funkcję ich redaktora).
Od lat zaangażowany w działalność Hospicjum Chorzowskiego; w latach 2011–2012 Twórca i przewodniczący Rady Programowej Centrum Afirmacji Życia działającego przy tej placówce.
W latach 2013–2015 był felietonistą „Gazety Uniwersyteckiej UŚ”.
Członek Laboratorium Animal Studies Trzecia Kultura, działającego od 2014 r. na Wydziale Filologicznym Uniwersytetu Śląskiego. W roku 2014 został wybrany wiceprzewodniczącym Krajowej Rady Katolików Świeckich.

## Twórczość/działalność

### Zainteresowania badawcze
Zajmuje się kulturą i dziejami Europy, Polski, Śląska, zwłaszcza Chorzowa, w XIX i XX w., w tym dziejami obyczajowości, religii, idei, zagadnieniami związanymi z estetyką oraz sztuką w wiekach XIX i XX, przede wszystkim muzyką, malarstwem i literaturą jako źródłami historycznymi do dziejów Śląska i Polski w wiekach XIX i XX. Jego publikacje podejmują problematykę pogranicza, m.in. Galicji, Zagłębia i Śląska na przełomie XIX i XX w. oraz współcześnie, a także pogranicza rozumianego metaforycznie (pogranicze miejsc, epok, dziedzin nauki), jak również zajmują się związkami rocka z kulturą wcześniejszych stuleci. Określa się zwolennikiem interdyscyplinarnego podejścia do nauki.
Autor publikacji dotyczących głównie dziejów i kultury Polski doby nowożytnej i czasów najnowszych oraz dziejów i kultury Śląska (szczególnie Chorzowa), m.in. książek: Śląski Machabeusz. Józef Czempiel i jego parafia (Chorzów Batory–Wielkie Hajduki) 1997, Historia Wielkich Hajduk (Chorzów Batory–Wielkie Hajduki 2001), Błogosławiony ks. Józef Czempiel (Włocławek 2001), U schyłku panowania Augusta II Sasa. Z dziejów wewnętrznych Rzeczypospolitej (1729–1733) (Katowice 2003), Z dziejów kościoła i parafii św. Jadwigi w Chorzowie (Chorzów 2009). Eseista (m.in. W najwspanialszej chwili naszego życia. Myśli o Śląsku, Chorzów 2003), pedagog (m.in. książka, której jest pomysłodawcą, współautorem i współredaktorem: Dzieje zachwytu, czyli rzecz o szkole, Chorzów 2000) i poeta (m.in. tomik wierszy Budzenie firanek, Chorzów 2001). Autor lub współautor pięciu tomów z serii „Biblioteka Chorzowska” (m.in. Światło jest najważniejsze. Piotr Naliwajko i jego obrazy, Chorzów 2008). Autor wielu biogramów słownikowych i szkiców biograficznych, zwłaszcza księży rzymskokatolickich (m.in. Józef Czempiel, Teodor Krząkała, Franciszek Gębała, August Schwierk, Rajmund Klytta, Henryk Markwica, Alojzy Tomecki).

### „Nauczanie przez zachwyt”
"Nauczanie przez zachwyt" jest autorską metodą nauczania opracowaną i stosowaną przez Jacka Kurka. Za najważniejsze źródło historyczne uznaje wyobraźnię, a zachwyt czyni początkiem poznania. Autor tak wypowiada się o swojej metodzie:

„Doświadczenie, o którym piszę, wyrasta z nadziei, że zachwyt jest początkiem poznania. Prawdziwe poruszenie, dotknięcie… Jak określił to onegdaj kardynał Joseph Ratzinger – ugodzenie strzałą piękna, swoiste zranienie, które sprzyja przebudzeniu, otwarciu oczu i prowadzi dalej ku poznaniu, ku światłu i prawdzie. Nie pozwala zapomnieć i dalej spać spokojnie. Dotknięcie piękna, zachwyt – jak zakochanie, które miłością jeszcze nie jest, ale otwiera do niej drogę”.

Metodę swoją opisał w wydanej wspólnie z żoną książce pt. Dzieje zachwytu, czyli rzecz o szkole oraz w artykule Nauczanie przez zachwyt, czyli o roli estetyki i wartości kultury europejskiej w nauczaniu historii.

### Sesje naukowe „Medium Mundi”
Chorzowskie sesje naukowe organizowane od 1995 roku, pierwotnie miały dotyczyć historii miasta. Tematyka kolejnych edycji rozszerzyła się stopniowo na cały Górny Śląsk, później szeroko rozumiane pogranicze, a od 2006 r. sesje są otwarte na dowolne zagadnienia. W latach 2006–2016 organizowane były pod szyldem "Medium Mundi".
Po każdej sesji wydano tom materiałów pokonferencyjnych. Tom Śląsk – miejsce spotkania, ukazał się jako pierwszy tom serii „Medium Mundi”. W latach 2006–2016 ukazywały się kolejno: Śląsk – kamień drogocenny, Z tęsknoty za mistrzem, Miasto i czas, W przestrzeni dotyku, Widma pamięci, Zwierzęta i ludzie, Przebaczenie, Utrata. Wobec braku i ubywania, Muzyka i wartości, Przyjaźń, W kręgu Medei. Seria ma charakter ponadregionalny i interdyscyplinarny. Prezentowane w jej ramach rozprawy i eseje dotyczą zagadnień pogranicza i obejmują różne dziedziny wiedzy: historię, historię sztuki, historię literatury, językoznawstwo, teologię, filozofię, pedagogikę oraz nauki ścisłe.

#### Tematy organizowanych sesji naukowych od 1995
- 1995 Z dziejów tradycji, historii i kultury Wielkich Hajduk
- 1996 Chorzów w kulturze Śląska
- 1997 Z dziejów oświaty w Chorzowie
- 1998 Nasz lokalny świat
- 1999 Bożogrobcy. Jerozolima – Miechów – Chorzów
- 2000 Kultura i obyczajowość mieszkańców Chorzowa w XIX i XX wieku
- 2001 Sto lat kościoła pw. Wniebowzięcia Najświętszej Maryi Panny w Chorzowie Batorym
- 2003 U przemysłowych źródeł kultury. Z dziejów Chorzowa i Śląska w XIX i XX wieku
- 2004 Śląsk – miejsce spotkania
- 2005 Śląsk – kamień drogocenny
- 2006 Z tęsknoty za mistrzem
- 2007 Miasto i czas
- 2008 W przestrzeni dotyku
- 2009 Widma pamięci
- 2010 Zwierzęta i ludzie
- 2011 Przebaczenie
- 2012 Wobec braku, utraty i ubywania
- 2013 Muzyka i Wartości
- 2014 Przyjaźń
- 2015 W kręgu Medei
- 2016 Muzyka w Chorzowie
- 2017 Idźcie i głoście. XXXV Dni Kultury Chrześcijańskiej, Misterium śląskiej sztuki intuicyjnej
- 2018 Idźcie i głoście. XXXVI Dni Kultury Chrześcijańskiej, Śląscy strażnicy pogranicza
- 2018 Musica Mundi I, Power of Young Power
- 2019 Musica Mundi II, Zanim zwiędną kwiaty, czyli… pół wieku po Woodstock
- 2019 Małe centrum Świata. Lokalność w horyzoncie uniwersum
- 2021 Musica Mundi III, Ze słowem biegnę do Ciebie w 50. rocznicę SBB[2].

### Czasopisma
W latach 2001–2003 współpracował z miesięcznikiem „Sound & Vision”, redagując stałą rubrykę „Strony dla wirtuozów” i recenzując płyty z muzyką rockową, głównie o inspiracjach klasycznych (rock progresywny). Był stałym i wieloletnim (od 1995 do 2010 r.) współpracownikiem „Śpiewaka Śląskiego”. W latach 2003–2010 związany był także z „Życiem Muzycznym. Miesięcznikiem Literacko-Muzycznym Polskiego Związku Chórów i Orkiestr”, w którym był odpowiedzialny za dział recenzji muzycznych. Założyciel i redaktor naczelny miesięcznika społeczno-kulturalnego „Hajduczanin” (pierwszy numer ukazał się w styczniu 1996 r.). W latach 2010–2012 stały współpracownik kwartalnika „Lizard”. Autor felietonów z cyklu „Nasz lokalny świat” drukowanych swego czasu co dwa tygodnie w „Kurierze Tarnogórskim”. Autor artykułów, recenzji, drobnych notek drukowanych w prasie śląskiej (i ogólnopolskiej np. „Teraz Rock”, "Twój Blues" „Dziennik Zachodni”) – zarówno historycznych, jak i niedotyczących problemów historycznych. W latach 2013–2015 był felietonistą „Gazety Uniwersyteckiej UŚ”.

### Autorska audycja „Noc nie bez końca”
Motto audycji – „I believe that music is God’s voice” (Brian Wilson).
W latach 1997–2001 autor cyklicznych audycji muzycznych „Noc nie bez końca” w Radiu „Plus” Katowice, które zostały wznowione w roku 2005 w tym samym radiu (obecnie eM). Audycje poświęcone są w dużej mierze ambitnej, dawnej i współczesnej, muzyce rockowej silnie inspirowanej klasyką i tradycją. 
Brał udział w licznych programach radiowych i telewizyjnych.
Programy radiowe i telewizyjne:
- Noc dla Śląska (24 czerwca 2009 r.),
- Audycja autorska Noc nie bez końca emitowana na falach Radia eM,
- Felietonista Radia eM, od 2014 – 2017,
- Szkoła Bardzo Wieczorowa w Polskim Radio Katowice (regularna współpraca).

Filmy:
- Piotr Naliwajko z cyklu „Sztuka ekranowana” w reżyserii Piotra Fika (2009),
- Perła Rodu Ballestremów w reżyserii Adama Kraśnickiego (2012),
- Bulwar Franza Waxmana w reżyserii Marka Kosmy Cieślińskiego (2012)
- „Ocalić od zapomnienia” Wirtualne Muzeum Kultury Miasta Chorzowa, Dzielnica Batory Hajduki Wielkie, Stowarzyszenie Dziedzictwo Kultury, 2014,
- Hajduki Wielkie – nasza mała ojczyzna.Ludzie, Miejsca, Zdarzenia. Telpol Info. 2018,
- Marzyciele. Karlik z Kocyndra, scenariusz dr Paweł Nowakowski, TVP Historia 2019,
- Machabeusz z Hajduk – rzecz o ks. Józefie Czempielu, reżyseria Adam Kraśnicki, TVP 2019.

#### Cykle filmowe
- U źródeł wyobraźni, od marca 2020,
- Podróże ze sztuką, od kwietnia 2020,
- Wspominamy Ruch, od maja 2020[11].

### Poezja
- Tomik wierszy Budzenie firanek. Chorzów 2001.
- Wiersze w zbiorze Jak smagnięcie gałązką. Antologia twórczości literackiej. Chorzów 2002.

### Centrum Afirmacji Życia
W latach 2011–2012 był Przewodniczącym Rady Programowej Centrum Afirmacji Życia, powstałego przy Chorzowskim Hospicjum.

### Nagrody
W 2001 r. został laureatem Nagrody Prezydenta Miasta Chorzów w dziedzinie Kultury. Dwukrotnie (2001, 2004) nominowany do tytułu Chorzowianina Roku. W roku 2006 nagrodzony Złotą Odznaką Honorową Polskiego Związku Chórów i Orkiestr Oddział w Katowicach. W 2007 r. nagrodzony Nagrodą Rektora Uniwersytetu Śląskiego za osiągnięcia dydaktyczne. W roku 2015 nominowany do tytułu Człowiek Roku Miasta Rybnik. W 2019 r. otrzymał odznakę Zasłużony dla Kultury Polskiej.

## Prace

### Książki
1. Śląski Machabeusz. Ksiądz Józef Czempiel i jego parafia. Chorzów Batory–Wielkie Hajduki 1997, s. 228+ XVLIII (współautor Z. Hojka), ISBN 83-86293-11-X.
2. Z dziejów kościoła i parafii św. Jadwigi w Chorzowie. Chorzów 1999, s. 32, ISBN 83-86293-26-8.
3. Błogosławiony ks. Józef Czempiel. Włocławek 2001, s. 67. Publikacja ukazała się w serii „Męczennicy 1939–1945”, z. 19, ISBN 83-88921-05-3.
4. Historia Wielkich Hajduk. Chorzów Batory–Wielkie Hajduki 2001, s. 239 + XXXII, ISBN 83-86293-29-2.
5. U schyłku panowania Augusta II Sasa. Z dziejów wewnętrznych Rzeczypospolitej (1729-1733). Katowice 2003, s. 222, ISBN 83-226-1205-2.
6. W najwspanialszej chwili naszego życia. Myśli o Śląsku. Chorzów 2003, s. 157, ISBN 83-908549-1-0.
7. Powstanie „wielkiego” Chorzowa w latach 1934–1939. Chorzów 2004, s. 52, ISBN 83-918706-7-7 (współautor M. Gałuszka).
8. Święty Florian patron Chorzowa. Chorzów 2004, s. 36, ISBN 83-918706-8-5 (współautor ks. T. Pietrzyk).
9. Od miasta węgla i stali do miasta nauki i sztuki. Z dziejów Chorzowa w latach 1989–2005. Chorzów 2005, s. 52, ISBN 83-60360-00-6.
10. Wiem, dokąd idę. Ksiądz prałat Franciszek Gębała (1932–2005). Chorzów 2006, s. 56, ISBN 83-60360-04-9.
11. Chorzów (Stary) 1257–1934. Chorzów 2007, s. 60, ISBN 978-83-60360-11-8 (współautor M.K. Witkowski).
12. Światło jest najważniejsze. Piotr Naliwajko i jego obrazy. Chorzów 2008, s. 80, ISBN 978-83-60360-20-0.
13. Rock i romantyzm. Notatki o muzyce i wyobraźni. (Wstęp Z. Kadłubek). Sosnowiec 2011, s. 194, ISBN 978-83-61637-13-4.
14. Obecność. Błogosławiony ks. Emil Szramek w XXI wieku. Katowice 2012, s. 38. Publikacja ukazała się w serii „Kościół Mariacki w Katowicach. Fakty i ludzie”, cz. V, ISBN 978-83-7593-153-2.
15. Machabeusze. Bł. ks. Józef Czempiel wśród chorzowskich „towarzyszy”. Chorzów 2012, s. 59. ISBN 978-83-926587-9-5.
16. 85 lat na pograniczu... Z dziejów Kolonii im. Prezydenta Ignacego Mościckiego w Katowicach 1928–2013. Katowice 2013, s. 88, ISBN 978-83-937811-0-2 (współautor A. Piontek).
17. Rock i tożsamość. Notatki o muzyce i wartościach. Sosnowiec 2014, s. 254, ISBN 978-83-61637-21-9.
18. Jacek Kurek: Dźwięki światłem opowiadane. Muzyczność malarstwa Marii Wollenberg-Kluza. Fundacja Sztuki Współczesnej PALETA, Stanisław Kluza, Warszawa 2018, s. 128, ISBN 978-83-948573-1-8.
19. Jacek Kurek: Widok z okna. Fotografie Maciej Niesłony. Wydawnictwo eSPe, Kraków 2019, s. 226, ISBN 978-83-7482-986-1.
20. Jacek Kurek: Andrzej Matysik. Mój Blues. (wywiad rzeka). Wydawnictwo eSPe, Kraków 2020, s. 205, ISBN 978-83-8201-018-3
21. Jacek Kurek: Tysiąclecie. Historia katowickiego osiedla. Muzeum Historii Katowic, Katowice 2021, s. 191, ISBN 978-83-64356-26-1.

### Wystawy

#### Muzeum w Chorzowie
- Machabeusze. Bł. ks. Józef Czempiel wśród chorzowskich „towarzyszy”  (jesień/ zima 2012/2013),
- „Życzeniem moim było pracować dla niego...” wystawa zorganizowana z okazji 100. rocznicy urodzin ks. Jana Machy (wiosna 2014), współautor ks. D. Bednarski,
- Śląsk na winylu (2016),
- „Truskawkowe Pola na zawsze…” (2017),
- Nie tylko wspomnienia. Chorzów w obiektywie Czesława Polańskiego (2018),
- Z tradycji muzycznych Wielkich Hajduk (Chorzowa Batorego) – wystawa z okazji 80-lecia Chorzowa Batorego (2019),
- Ostatnia Dekada. Chorzowianie wobec schyłku PRL – wystawa plenerowa z okazji 30-lecia wyborów parlamentarnych z czerwca 1989 r. (2019),
- Światło i czas. Fotografie Macieja Niesłonego. Kurator i autor tekstów (2019)
- Relaks w Chorzowie czasów PRL -  wystawa plenerowa. Współautor (2021)
- Wolność z nami. 50-lecie SBB. Kurator i współautor (2021).

#### Muzeum Historii Katowic
- Muzyka dopowiedziana Światłem (2018)

#### Parafia św. Barbary w Chorzowie Batorym
- Wystawa towarzysząca obchodom 165 lat erygowania parafii (2017).